# Bantscheny
Bantscheny (ukrainisch Банчени; russisch Банчены}, rumänisch Bănceni) ist ein Dorf im Rajon Herza der ukrainischen Oblast Tscherniwzi mit etwa 850 Einwohnern.
Es liegt südlich des Pruths, etwa 21 km südöstlich von Czernowitz und 8 km nordwestlich vom ehemaligen Rajonzentrum Herza nahe der Grenze zu Rumänien.
Am 8. August 2017 wurde das Dorf ein Teil der neu gegründeten Landgemeinde Ostryzja im Rajon Herza, bis dahin gehörte es zur Landratsgemeinde Horbowa (Горбівська сільська рада/Horbiwska silska rada) im Nordwesten des Rajons.
Seit dem 17. Juli 2020 ist der Ort ein Teil des Rajons Tscherniwzi.

## Sehenswürdigkeiten
- Kloster Bantscheny